# Minako Takashima
Minako Takashima (高嶋 美奈子 Takashima Minako?) es una exfutbolista japonesa que jugaba como delantero.
En 1994, Takashima jugó 1 veces para la selección femenina de fútbol de Japón.

## Trayectoria

### Clubes
| Club              | País  | Año         |
| ----------------- | ----- | ----------- |
| Nissan FC Ladies  | Japón | ???? - 1993 |
| Shiroki FC Serena | Japón | 1994 - ???? |

### Selección nacional
| Selección | País  | Año  |
| --------- | ----- | ---- |
| Absoluta  | Japón | 1994 |

## Estadística de equipo nacional
| Selección femenina de fútbol de Japón | Selección femenina de fútbol de Japón | Selección femenina de fútbol de Japón |
| Año                                   | Partidos                              | Goles                                 |
| ------------------------------------- | ------------------------------------- | ------------------------------------- |
| 1994                                  | 1                                     | 0                                     |
| Total                                 | 1                                     | 0                                     |